# 阿尔泰毛茛
阿尔泰毛茛（学名：Ranunculus altaicus）为毛茛科毛茛属下的一个种。种加名 altaicus 意为“阿尔泰的”。